# 世田谷局ケーブル火災
世田谷局ケーブル火災（せたがやきょくケーブルかさい）は、1984年（昭和59年）11月16日（金曜日）に東京都世田谷区で発生した電話ケーブル火災事故である。
加入電話や都市銀行のオンラインが一時不通となった都市型災害で、電電公社が完全復旧宣言を出すまでに9日間を要した。

## 火災概要
1984年11月16日（金曜日）午前11時50分頃、東京都世田谷区太子堂4丁目の日本電信電話公社（電電公社）世田谷電報電話局近くの洞道（とうどう）で、増設工事中の電話ケーブルより出火。17時間近くにわたり延焼し、翌日午前4時37分に鎮火した。作業員2名が一時行方不明となったが、死傷者は出なかった。
当時、同局と三宿交差点付近との間で電話回線の増設工事をしており、ケーブルを保護する鉛管をトーチランプで溶かす作業において、ランプの炎がポリエチレン製のケーブル被覆や、詰め物や敷物として使用していたウエスに引火した事が原因とみられている。現場付近には、2,400回線を一束とする直径6cmの加入者ケーブル52本と、中継ケーブル35本、計87本のケーブルが通っていた。

## 影響と対応
この火災により、世田谷電話局管内の加入電話約8万9千回線、管内の公衆電話、一部の警察電話、区内池尻にコンピュータ事務センターを置く三菱銀行（現:三菱UFJ銀行）のオンライン（全国243支店）が不通となった。区内三軒茶屋に東京事務センターを置く大和銀行（現:りそな銀行）の東京都・神奈川県・千葉県・埼玉県の61の支店で一時窓口での預金・ATMでの引き出しができなくなったほか、第一勧業銀行（現:みずほ銀行）、山種証券（現:SMBC日興証券）の一部支店や世田谷区、狛江市内の郵便局にも影響が生じた。近隣の狛江、成城、砧、弦巻の各電話局管内でも電話がかかりにくい状況が続いた。
119番や110番などでの緊急通報もできなくなったため、東京消防庁では火の見櫓を活用したり「東京消防庁アマチュア無線クラブ」がアマチュア無線で出火・救急通報に備えて待機態勢を取ったり、市民が直接交番に出向いて警察の出動要請を行うなどの事態が生じた。
洞道内部には、狛江、成城、砧、弦巻の各局からの中継系ケーブルがあり、6,400回線中4,000回線が不通になった。回線接続箇所は130万箇所。復旧工事にあたったのべ作業員2万3千人、直接工事経費3億3500万円。機動隊員300人、パトカー28台、消防車51台、伝言飛脚400人が動員された。
三菱銀行はマイクロ波中継車を用意し、17日朝に仮復旧した。電電公社では臨時公衆電話の設置や、被災地域外からの電話内容のメモを被災地内の相手方に配達する「伝言飛脚」を実施した。弦巻電話局では、通常の土曜日は400 - 500通を扱う電報が、17日（土曜日）は4,400通となるなど、電報の扱いも急増した。
郵政省では、世田谷区・目黒区内へのダイレクトメールを除く通常郵便物を、速達郵便扱いとする措置を講じた。世田谷区役所は札幌市内（市外局番011）に臨時に設けた番号から通信衛星で電話を転送する措置をとった。玉川通りでは通常は車両の通行量を感知して点滅間隔を調整する信号制御を行っていたが、復旧までの間は等間隔での点滅となった。
11月20日、三菱銀行のオンラインが完全復旧し、同日夜9時に世田谷電話局に隣接する加入電話398回線が初めて本復旧した。
11月25日、電電公社総裁の真藤恒は、「11月24日午後9時50分までに全加入者を対象としたテスト作業を完了した」と完全復旧を宣言した。

### 主な被害施設
- 銀行 - 三菱銀行事務センター、大和銀行事務センター
- 病院 - 自衛隊中央病院、国立小児病院、国立第二病院
- 大学 - 昭和女子大学、駒澤大学
- 公的機関 - 世田谷区役所、世田谷消防署、世田谷警察署

### 火災によるこのほかの不通事故
1975年4月20日、北海道旭川電報電話局東光分局の火災があり、1.9万回線が不通となり、復旧に2週間かかった。そのため、今回も当初復旧に5ヶ月かかると予想された。
1975年2月27日、ニューヨークのアベニュー電話局の洞道から出火し、電話局が全焼。管轄する17万回線中10万回線が不通になり、仮復旧に23日、完全復旧に6ヶ月を要した。
1980年3月、東京の富国生命ビル内のダクト内の電力・通信用ケーブルが炎上した。

### 問題点と対応
バックアップ体制の不備などが、この事件の最大の問題であった。
- 二重帰属 - 電電公社は、1つの施設に対し1つの局からの接続しか認めていなかったため、1つの電話局施設が問題を起こすと影響が全国に波及する懸念があった。そのため三菱銀行は事務センターを世田谷電話局の管轄のはずれに設置し、事故の2年前から2つの局への接続を要望したが、「技術上無理」と断られた。事故1ヶ月前から、電電公社と郵政省が協議を始めた。
- 2元化 - 当時三菱銀行の事務集中センターは東京の1箇所にしかなく、何らかのトラブルが全国に波及した。
- 手作業 - バックアップ体制の不備を補ったのが、三菱銀行の対策であった。三菱はそろばん、伝票による手作業訓練を行っており、現場にも手作業経験者がかなりいたため[12]、手作業で乗り切ることができた。
- 想定外1 - 洞道は鉄筋コンクリートでできており、他のケーブルも入っておらず、使用する電圧も電流も低いので、火災事故は想定されていなかった。実際の事故はアセチレントーチという強力な火の使用と、強い可燃性のケーブル被覆が大量にあることから起こった。特にプラスチックは燃えると消火しづらく、発煙量が多い。
- 想定外2 - 通信衛星である「さくら2号」用の災害対策用車載局9台中3台が現場に入った。しかしこれは電話局が正常に機能していることを前提としており、一般家庭と電話局を結ぶ「加入者系ケーブル」がほぼ全滅した状態では、ほぼ機能しなかった[13]。

これを教訓とした対応として、以下が挙げられている。
- 出火防止対策の実施（難燃ケーブルの採用）
- 延焼防止対策の実施（防火壁）
- 洞道内作業管理を強化